# 灶户
灶戶，即煎鹽之人，唐代始有灶戶之稱，《宋史·食貨志》：「凡鬻鹽之地曰亭場，民曰亭戶，或謂之灶戶，亦稱灶丁。」，灶戶在中國沿海普遍存在，多是朝廷流放的罪人，地位低下。煎鹽場地稱為“亭場”，亦可稱“灶地”。明初朱元璋將蘇州居民遷移至淮南海濱，海滨居民分为“灶户”和“民户”，灶户一入灶籍，不得解脱。灶户除了盐田以外，还有草荡、耕地，草荡和耕地需要缴税。並設有王崗場、新鎮場、高港場，後歸王崗場所轄，中央設有两淮、两浙、长芦、山东、福建、河东六个都转运盐使司。
明中葉後吏治敗壞，嘉靖以后，山东沿海私自制盐及贩盐者增多，“东方之患，盐人盗水，矿人盗山”，“盐之于人，譬水火也。官盐之法，害于私贩，民嗛其情，是故贩者假水火以剽窃，人所谓潢池之盗也。”。灶户於萬曆時有八千七百多戶，但多逃亡殆盡，浙江灶丁试行摊入灶地。清朝取消了军户和匠户，但保留了灶籍，雍正四年（1726年）山东的灶丁摊丁入地。雍正六年（1728年）直隶长芦盐场的灶丁亦摊入灶地，征丁银三千四百一十四两零。1916年，山東省省長孫發緒將王崗場和壽光縣官台場合併為王官場。
煎鹽的成本大，灶戶常聚團公煎，灶民生产生活环境极其恶劣，明代《淮南中十场志》里收入的季寅《盐丁苦》诗：“盐丁苦，盐丁苦，终日熬波煎淋卤。”明清時流行《鹽丁嘆》：“煎鹽苦，煎鹽苦，煎鹽日日遇陰雨。”。雍正時，兩淮煎鹽用“火伏法”，均由場商造冊立案，由巡商嵇查督辦，外圍以墻，有官軍把守。